# (39594) 1993 PP7
1993 بي بي 7 (ويعرف أيضًا باسم (39594) 1993 بي بي 7 وفق تسمية الكوكب الصغير) (بالإنجليزية: 1993 PP7)‏ هو كويكب ضمن حزام الكويكبات؛ وترتيبه 39594 من حيث الاكتشاف.
اكتُشف هذا الجُرم الفلكي بواسطة إيريك والتر إلست في 15 أغسطس 1993.

## وصلات خارجية
- (39594) 1993 PP7 في قاعدة بيانات مختبر الدفع النفاث لأجرام النظام الشمسي الصغيرة

- الاكتشاف · مخطط المدار ·  العناصر المدارية · المعلمات المادية

- (39594) 1993 PP7 على موقع ويكي سكاي: DSS2, SDSS, GALEX, IRAS, Hydrogen α, X-Ray, Astrophoto, Sky Map, Articles and images